# روبیدیم فلورید
فلوئورید روبیدیم (به انگلیسی: Rubidium fluoride) با فرمول شیمیایی RbF یک ترکیب شیمیایی با شناسه پاب‌کم 83473 است. که جرم مولی آن 104.4662 g/mol می‌باشد. شکل ظاهری این ترکیب، جامد بلوری سفید است.